# Kościół św. Marii Magdaleny w Łęgonicach Małych
Kościół Świętej Marii Magdaleny – rzymskokatolicki kościół parafialny należący do dekanatu drzewickiego diecezji radomskiej.
Jest to świątynia wzniesiona w 1765 roku. Ufundowana została przez hrabiego Stanisława Małachowskiego marszałka Trybunału Koronnego, który przypadkowo spalił wcześniejszą budowlę. W czasie polowania na jaskółki proch spadł na dach kościoła, wywołując pożar. W 1971 roku została wykonana polichromia.

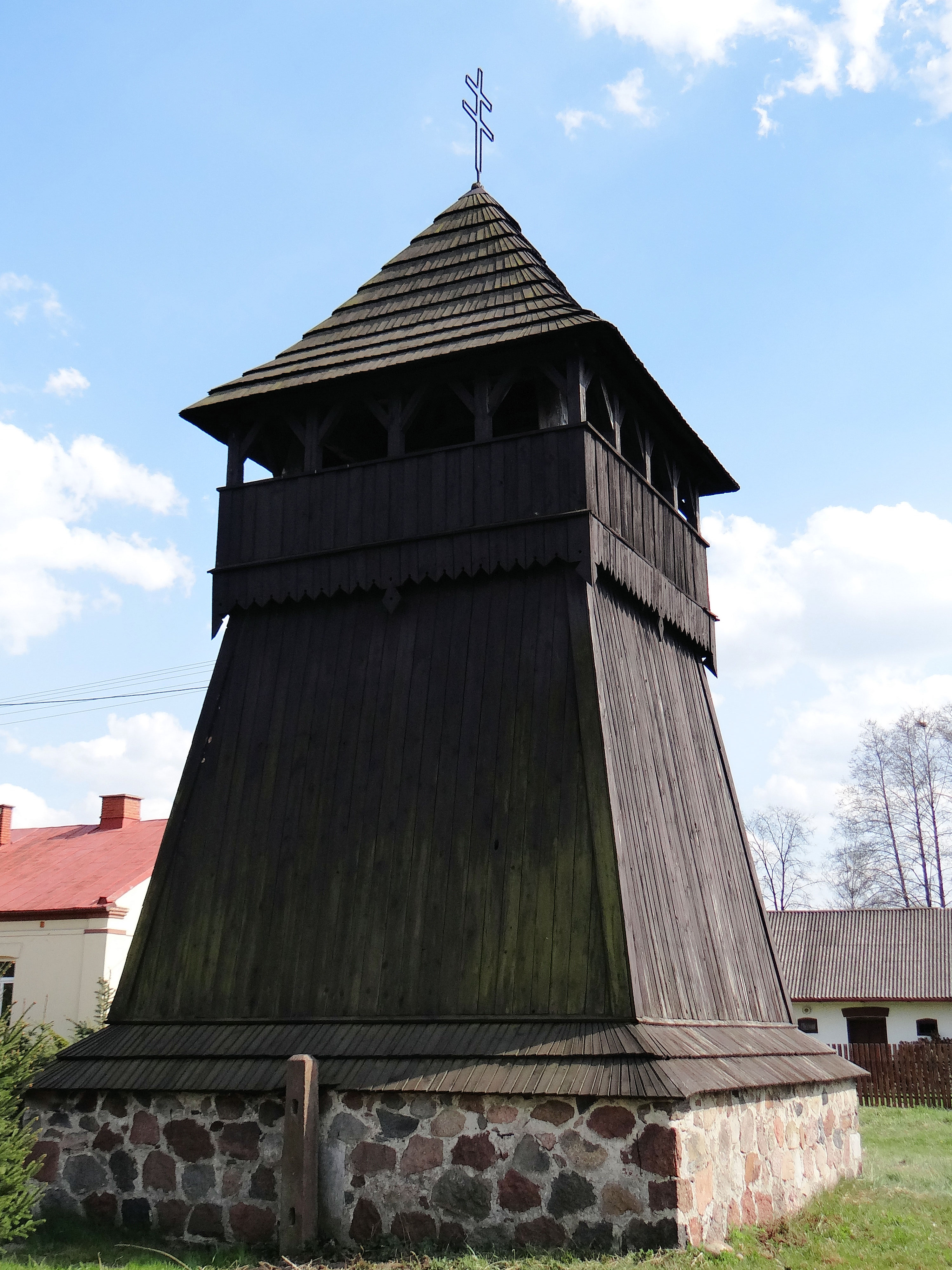
Dzwonnica

Budowla jest drewniana, jednonawowa, posiada konstrukcję zrębową. Nie jest orientowana, wzniesiona została z drewna modrzewiowego. Jej prezbiterium jest mniejsze od nawy, zamknięte jest prostokątnie i posiada boczną zakrystię. Z boku nawy znajduje się kruchta. Od frontu znajduje się niska wieża z kruchtą w przyziemiu. Świątynię nakrywa dach jednokalenicowy, pokryty gontem ozdobionym krzyżem z godłem zakonu bożogrobców. Na dachu jest umieszczona wieżyczka na sygnaturkę, zwieńczona drewnianym dachem hełmowym z latarnią. Wnętrze nakryte jest stropem płaskim z fasetą. Chór muzyczny posiada prospekt organowy z XIX wieku i podparty jest czterema słupami o lekko wybrzuszonym parapecie w części centralnej. Belka tęczowa jest ozdobnie wygięta i znajduje się na niej barokowym krucyfiks z XVIII wieku. Wspomniana wcześniej polichromia została wykonana w 1971 roku. Wyposażenie reprezentuje style barokowy i klasycystyczny i pochodzi z końca XVIII wieku. Należą do niego ołtarz główny, trzy boczne i ambona. Dwa krzyże procesyjne pochodzą z XVIII wieku.